# Avitta quadrilinea
Avitta quadrilinea là một loài bướm đêm trong họ Noctuidae.